# Христо Смоленов
Христо Смоленов е български общественик, учен и експерт по антитероризъм, роден в Пловдив през 1954 г.. След падането на социализма той активно се включва в политиката. Впоследствие е разкрит като агент на ДС.

## Биография

### Научна и преподавателска дейност
Завършва Московския държавен университет „Ломоносов“, където защитава и дисертация през 1983 г. През 1991 г. е стипендиант на фондация „Александър фон Хумболт“ в Германия.
В периода 1992 – 2018 г. е старши научен сътрудник, доцент в Института по металознание, съоръжения и технологии към БАН.
Бил е гост-професор в Университета на Монреал и в Католическия университет на Америка във Вашингтон.
Специалист по логика и методология на науката – занимава се с решения в нестандартни ситуации. В началния период на изследователската му кариера именно проблемите на логиката са във фокуса на вниманието на научните му публикации.
Автор е на редица документални филми, книги и публикации, имащи за цел да докажат, че най-древната цивилизация е възникнала по нашите земи преди повече от седем хиляди години.
През 2017 г. е избран за почетен професор на Висшето военноморско училище „Никола Йонков Вапцаров“.

### Документални филми
- Загадките на Атлантида в Черно море – Скритото познание на цивилизацията от Варна – Тайната ауролитна цивилизация на Варна. Изследване на древната култура по-стара от пирамидите в Египет.
- Корените на Света – Разшифроване кодовете на най-древното злато на света, съхранено във Варненския некропол и датирано от 4600 г. пр.н.е.
- Свещената земя Мадара – Плиска – Изследване на гигантската могила край село Войвода, на базиликата в Плиска, както и на цялостния комплекс Мадара – Плиска.
- Bulgaria ON AIR, Операция История - Загадките на древната цивилизация "Варна". Каква е тайнствената "Чиния на Ной"? [7]
- Bulgaria ON AIR, Операция История - В памет на непокорния учен Петко Димитров. Загадката на българския сфинкс. [8]
- Bulgaria ON AIR, Операция История: ТЯХНАТА ИСТОРИЯ - Тайната на варненското злато. България – люлка на световната цивилизация? [9]

### Книги
- СМОЛЕНОВ, Хр. Парадокси и евристики. София: Наука и изкуство, 1985.
- СМОЛЕНОВ, Хр. Парадоксът на канибалите: Глобален тероризъм и хипер-капитализъм. София: АСП, 2003.
- СМОЛЕНОВ, Хр. Пазарният живот на глобалния тероризъм. София: Българска книжница, 2004.
- СМОЛЕНОВ, Хр., РОБАНОВ, И., ГАНЧЕВ, Г., ПЛОЧЕВ, К., ВЕЛКОВ, С., РУСЕВ, Р. Самовъзпроизвеждащият се терор. София: Арго Пъблишинг, 2005.
- СМОЛЕНОВ, Хр., МИХАЙЛОВ, Хр., БОЖИЛОВ, В. Архео – логика: Евристичен подход към свещените символи и знания. София: Magoart, 2009.
- СМОЛЕНОВ, Хр., МИХАЙЛОВ, Х. Тайното знание на Черноморската Атлантида / The Hidden Knowledge of Black Sea Atlantis. София: Magoart, 2010.
- СМОЛЕНОВ, Хр. Загора – Варна – скритата суперкултура. 2012.
- СМОЛЕНОВ, Хр. Кодове в Космоса. 2016.

### Политическа дейност
Инициатор е за създаването на Екогласност и на Русенския комитет през 1988 година. В периода 1995 – 1997 г. е парламентарен секретар на Министерството на отбраната. Избран е за народен представител в XXXVIII народно събрание от листата на Българския бизнес блок; впоследствие става независим народен представител. Член е на Консултативния съвет на Гражданския съюз за стопанска инициатива.

### Антитероризъм
Бил е треньор по карате на първите групи за борба с тероризма. Носител е на купата „120 години МВР“ по стрелба с пистолет. Треньор е на световната шампионка по стрелба ген. Нонка Матова. Ръководи и Центъра за антитероризъм и сигурност към Европейски колеж по икономика и управление в Пловдив.